# 杏蘭
杏蘭（あらん、1986年2月24日 - ）は日本の俳優。ダンサー。振付師。京都府出身。

## 来歴
ユニバーサルスタジオジャパンダンサーとして活動。
その後 T.M.Revolution、木村カエラ、伊藤由奈、サカナクション、スガシカオ、NEWS、いきものがかり、RIP SLYME、くるり、flumpool、たこやきレインボー、等バックダンサーでTV、ツアー、コンサートに出演。

## 出演

### 舞台
- 新宿裏歌舞伎（2015年4月）
- FPアドバンス主催「バニーボーイズ」（2015年11月） - ー郁之助 役
- 「LOOPTHELOOP飽食の館 -最後の一週間-」 （2016年4月、池袋シアターグリーンBASE THEATER）-men'sチーム カイ 役・girlチーム タクト 役
- 男おいらんProject2016「男おいらん朗読劇再演」（2016年5月） - 銀ちゃん 役
- 「ぞめきの消えた夏2016～グアム玉砕戦乱舞闘～ 」（2016年5月、新宿村Live） - 宇喜多 役
- 気晴らしBOYZプレゼンツ「ふらちな侍」 （2016年6月、野方ホール） - 平次 役
- 平成時代劇　片肌☆倶利伽羅紋紋一座「鬼子母松」（2016年7月、シアターグリーンBASETHEATER） - 若頭 役
- 雀組ホエールズ第9回公演「イヌジニ」（2016年9月、OFFOFFシアター） - ハム吉 役
- 誉!!!阿修羅おじさんっプロデュース 「ザ・ピーチ!!!!」（2016年11月、アトリエファンファーレ高円寺） - 鬼 役
- Beginningプロモーション主催「Great JUSTIE～地上30mのヒーロー〜」（2016年12月、ブディストホール）
- 片肌☆倶利伽羅紋紋一座「父娘旅情」（2017年1月、シアターグリーンBOXinBOX） - 若半七 役
- SOSプロデュース企画「物語は突然生き止まる」（2017年2月、R'sアートコート） - 英雄 役
- 片肌☆倶利伽羅紋紋一座「火消哀歌」（2017年5月、シアターグリーンBOXinBOX） - 主演 ：助六 役

### バックダンサー
- T.M.Revolution
- 木村カエラ
- サカナクション
- たこやきレインボー
- NEWS
- 伊藤由奈
- スガシカオ

### ドラマ
- TOKYOMX2『えにしの記憶』（2017年2月）- キング 役

### CM
- ROUND1
- ミスタードーナッツ（玉木宏ver）
- バイク王（雨上がり決死隊ver）
- 保険第１生命（滝沢秀明ver）

| スタブアイコン | サブスタブ | この項目は、まだ閲覧者の調べものの参照としては役立たない、俳優（男優・女優）に関連した書きかけの項目です。この項目を加筆・訂正などしてくださる協力者を求めています（P:映画/PJ芸能人）。 |